# Tour de Düren
Le Tour de Düren (en allemand : Rund um Düren) est une course cycliste allemande disputée à Düren en Rhénanie-du-Nord-Westphalie. Créé en 1950, il a fait partie de l'UCI Europe Tour de 2005 à 2010, en catégorie 1.2.

## Palmarès
| Année | Vainqueur            | Deuxième                | Troisième           |
| ----- | -------------------- | ----------------------- | ------------------- |
| 1950  | Willi Meurer         |                         |                     |
| 1951  | Horst Tüller         |                         |                     |
| 1952  | Albert Mussfeld      |                         |                     |
| 1953  | Herbert Ebbers       |                         |                     |
| 1954  | Hans Junkermann      |                         |                     |
| 1955  | Horst Backat         |                         |                     |
| 1956  | Hans Schramm         |                         |                     |
| 1957  | Herbert Wallenborn   |                         |                     |
| 1958  | Hans Schramm         |                         |                     |
| 1959  | Herbert Blochj       |                         |                     |
| 1960  | Ludwig Troche        |                         |                     |
| 1961  | Günter Mendyka       |                         |                     |
| 1962  | Mike Coupe           |                         |                     |
| 1963  | Heinz Rüschoff       |                         |                     |
| 1964  | Burkhard Ebert       |                         |                     |
| 1965  | Ulrich Schönell      |                         |                     |
| 1966  | Werner Ertel         |                         |                     |
| 1967  | Ortwin Czarnowski    |                         |                     |
| 1968  | Johannes Knab        |                         |                     |
| 1969  | George Barras        |                         |                     |
| 1970  | Burkhard Ebert       |                         |                     |
| 1971  | Grégoire van Moer    |                         |                     |
| 1972  | Wilfried Trott       |                         |                     |
| 1973  | Willy Govaerts       | Alfred Docks            | Günther Schumacher  |
| 1974  | Sven-Erik Bjerg      | Gregor Braun            | Vaclav Helekal      |
| 1975  | Mattias Buckx        | André De Wolf           | Wilfried Trott      |
| 1976  | Alfred Docks         | Mathieu Dohmen          | Joop Ribbers        |
| 1977  | Daniel Willems       | Detlef Kurzweg          | Bernhard Maiss      |
| 1978  | Uwe Bolten           | Johannes Potrykus       | Hans Michalsky      |
| 1979  | Wilfried Trott       | Rudi Zalfen             | Dieter Burkhardt    |
| 1980  | Wilfried Trott       | Werner Blaudzun         | Ivor Jacobsen       |
| 1981  | Janusz Bieniek       | Johannes Potrykus       | H. Kargl            |
| 1982  | Non-disputé          |                         |                     |
| 1983  | Peter Hilse          | P. Schaden              | Hartmut Bölts       |
| 1984  | Thomas Freienstein   | Rolf Gölz               | Hans Knauer         |
| 1985  | Thomas Freienstein   | Jörgfried Schleicher    | Werner Stauff       |
| 1986  | Remig Stumpf         | Roland Günther          | Andreas Kappes      |
| 1987  | Uwe Messerschmidt    | Andreas Klaus           | Werner Stauff       |
| 1988  | Werner Wüller        | Andreas Klaus           | Tim Pahnenrich      |
| 1989  | Mieczyslaw Mazurek   | Edward Karczmarczyk     | Arjan Vincke        |
| 1990  | Patrick Rasch        | Rober van de Vin        | Erik Dekker         |
| 1991  | Johan Buurmeyer      | Rafael Hennes           | Erik Dekker         |
| 1992  | Eric van der Heide   | Johnny Bijkerk          | Erik Cent           |
| 1993  | Pyotr Koshelenko     | Igor Dzyuba             | Andrei Jermelovich  |
| 1994  | Rik Claeys           | Michel Vincent          | Jürgen Rodenbeck    |
| 1995  | Lutz Lehmann         | Stephan Schruff         | Sascha Henrix       |
| 1996  | Eric De Clercq       | Jens Zemke              | Steffen Rein        |
| 1997  | Sven Teutenberg      | Andreas Kappes          | Heinrich Trumheller |
| 1998  | Torsten Schmidt      | Dennis Rasmussen        | Jörg Ludewig        |
| 1999  | Allan Johansen       | Michel Vanhaecke        | Davy Delmé          |
| 2000  | Jürgen Werner        | Simone Zucchi           | Andreas Beikirch    |
| 2001  | Bjørnar Vestøl       | Danny Stam              | Lubor Tesař         |
| 2002  | Lubor Tesař          | Kurt Asle Arvesen       | Bart Voskamp        |
| 2003  | Lars Teutenberg      | Björn Schröder          | Igor Abakoumov      |
| 2004  | David Kopp           | Stefan Cohnen           | Phillip Thuaux      |
| 2005  | Robert Retschke      | Björn Papstein          | Holger Sievers      |
| 2006  | Elnathan Heizmann    | Wolfram Wiese           | René Schild         |
| 2007  | Marcel Beima         | Martin Hebík            | Konstantin Schubert |
| 2008  | Bram Schmitz         | Malaya Van Ruitenbeek   | Wout Poels          |
| 2009  | Dennis Pohl          | Geert Omloop            | Michael Schweizer   |
| 2010  | Sven Krauss          | Michael Schweizer       | Steffen Radochla    |
| 2011  | Rikke Dijkxhoorn     | Emmanuel van Ruitenbeek | Björn Schröder      |
| 2012  | Michael Schweizer    | Maurits Lammertink      | Andreas Stauff      |
| 2013  | Geert van der Weijst | Alex Darville           | Tim Klessa          |
| 2014  | Dylan Groenewegen    | Remco te Brake          | Phil Bauhaus        |
| 2015  | Silvio Herklotz      | Nils Politt             | Heinrich Berger     |
| 2016  | Jan Brockhoff        | Philipp Zwingenberger   | Konrad Geßner       |
| 2017  | Leon Rohde           | Konrad Geßner           | Christopher Hatz    |
| 2018  | Jonas Rutsch         | Patrick Haller          | Philipp Walsleben   |
| 2019  | Robert Jägeler       | John Mandrysch          | Janek Heming        |